# ゲラルド・スタルニーナ
ゲラルド・スタルニーナ（Gherardo Starnina、1360年ごろ - 1413年）はイタリアの画家である。15世紀フィレンツェ派の画家の一人である。スペインでも働いた。

## 略歴
フィレンツェ生まれで、1387年から1409年の間、画家としての活動が知られている。スタルニーナの生涯については16世紀のジョルジョ・ヴァザーリが書いた画家の伝記『画家・彫刻家・建築家列伝』の記述が資料となっている。タッデオ・ガッディの弟子のアントーニオ・ヴェネツィアーノの弟子になり、その後アーニョロ・ガッディ(c.1350-1396)の弟子であったとされる。
1380年ごろ、カスティーリャ王国の国王フアン1世の宮廷で働いたとされている。
ロレンツォ・モナコやマソリーノとともにゴシックからルネサンスへの過渡期に位置する画家の一人である。
スタルニーナの最も重要な作品にはフィレンツェのサンタ・マリア・デル・カルミネ教会(Basilica di Santa Maria del Carmine)の礼拝堂(cappella di San Girolamo)に残されている壁画などがある。
フィレンツェのアカデミア美術館に所蔵されている署名のない祭壇画などの作者で「Maestro del Bambino Vispo」呼ばれてきた画家の作品のいくつかの作者は、ゲラルド・スタルニーナであるとする研究者がいる。

## 作品

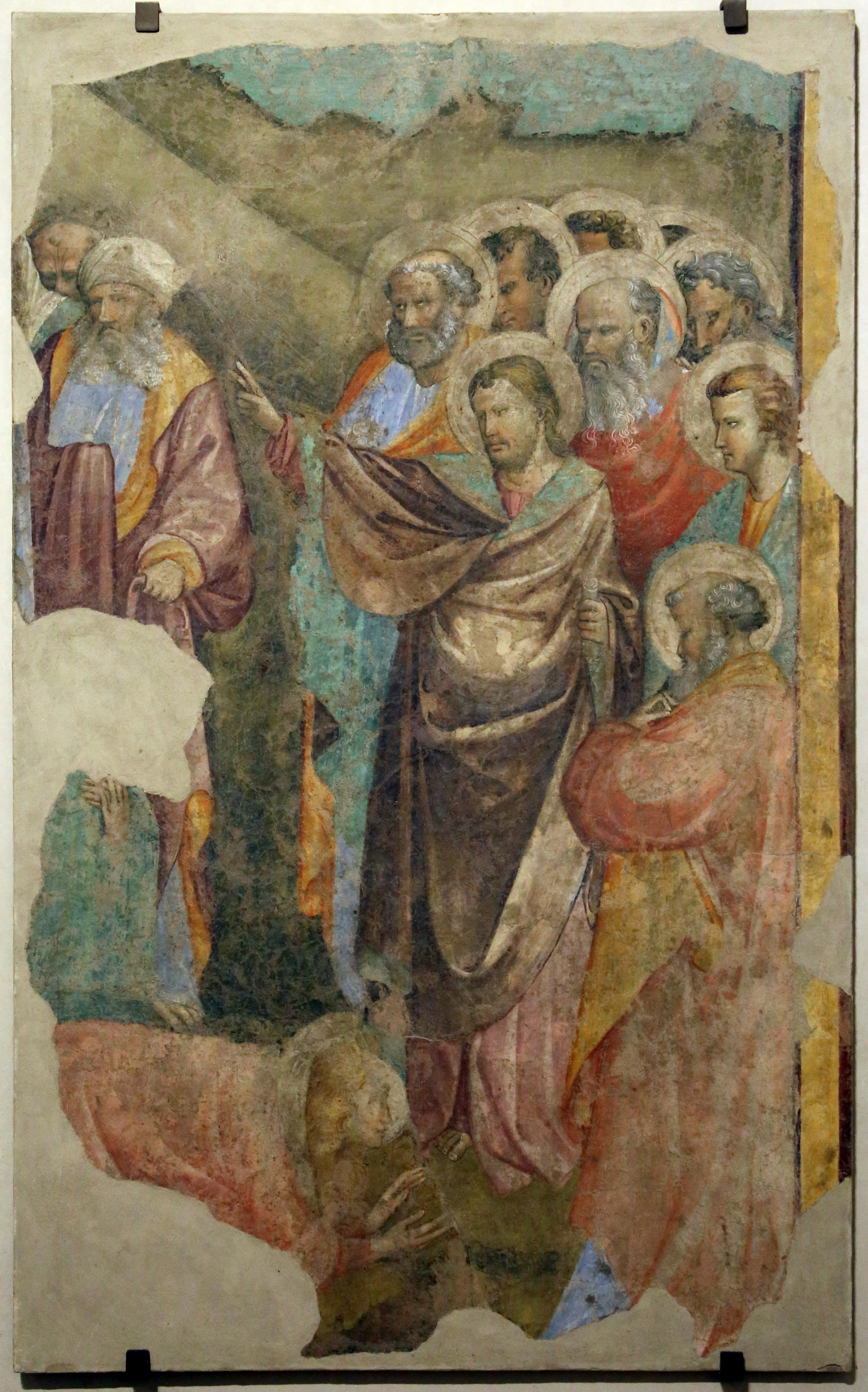
ラザロの復活 Museo dell'Opera di Santa Croce蔵
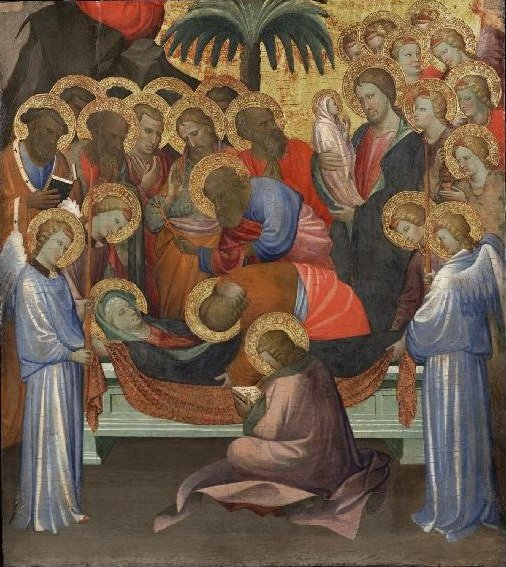
聖母永眠 アントワープ王立美術館蔵
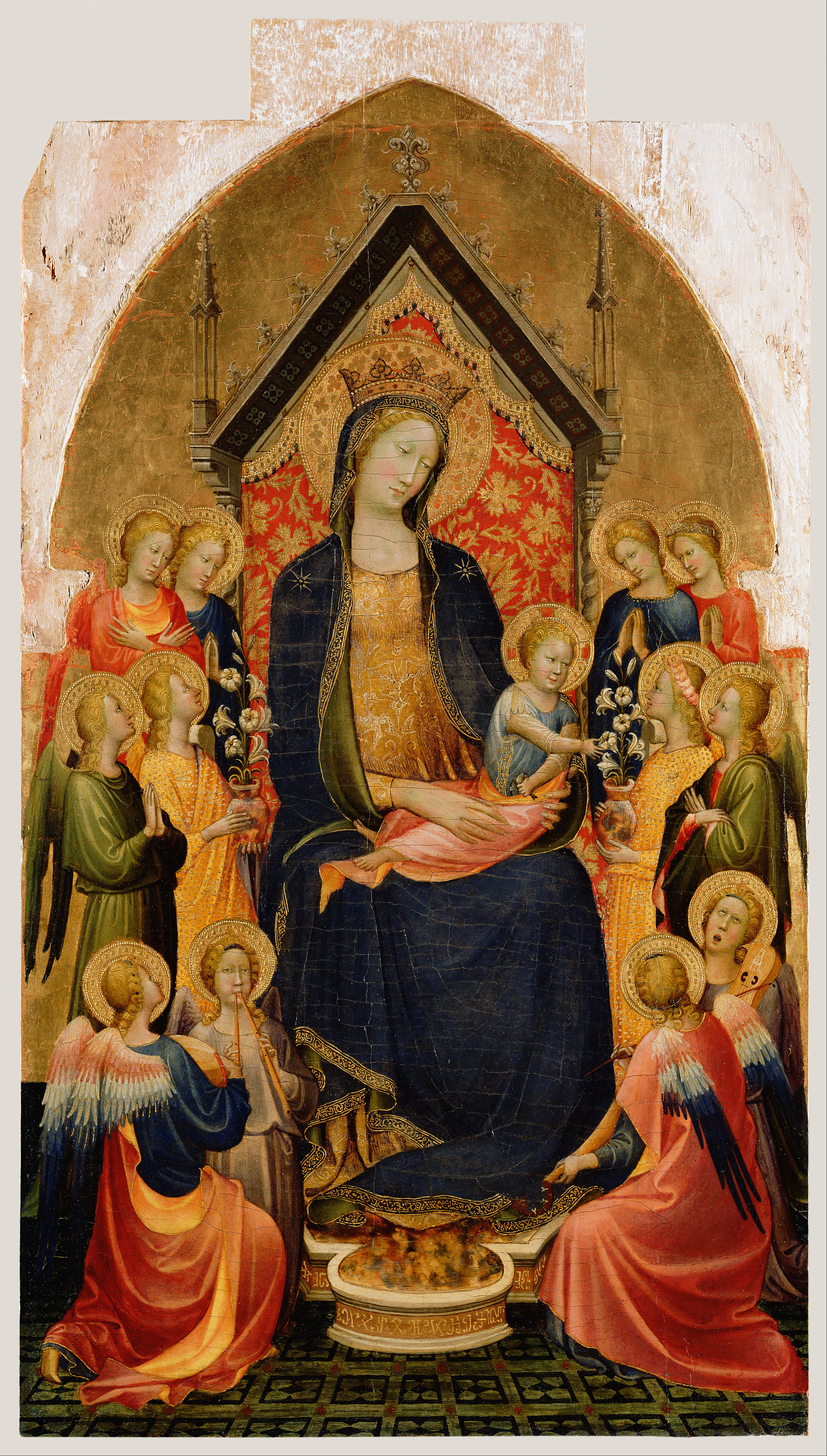
聖母子 J・ポール・ゲティ美術館蔵
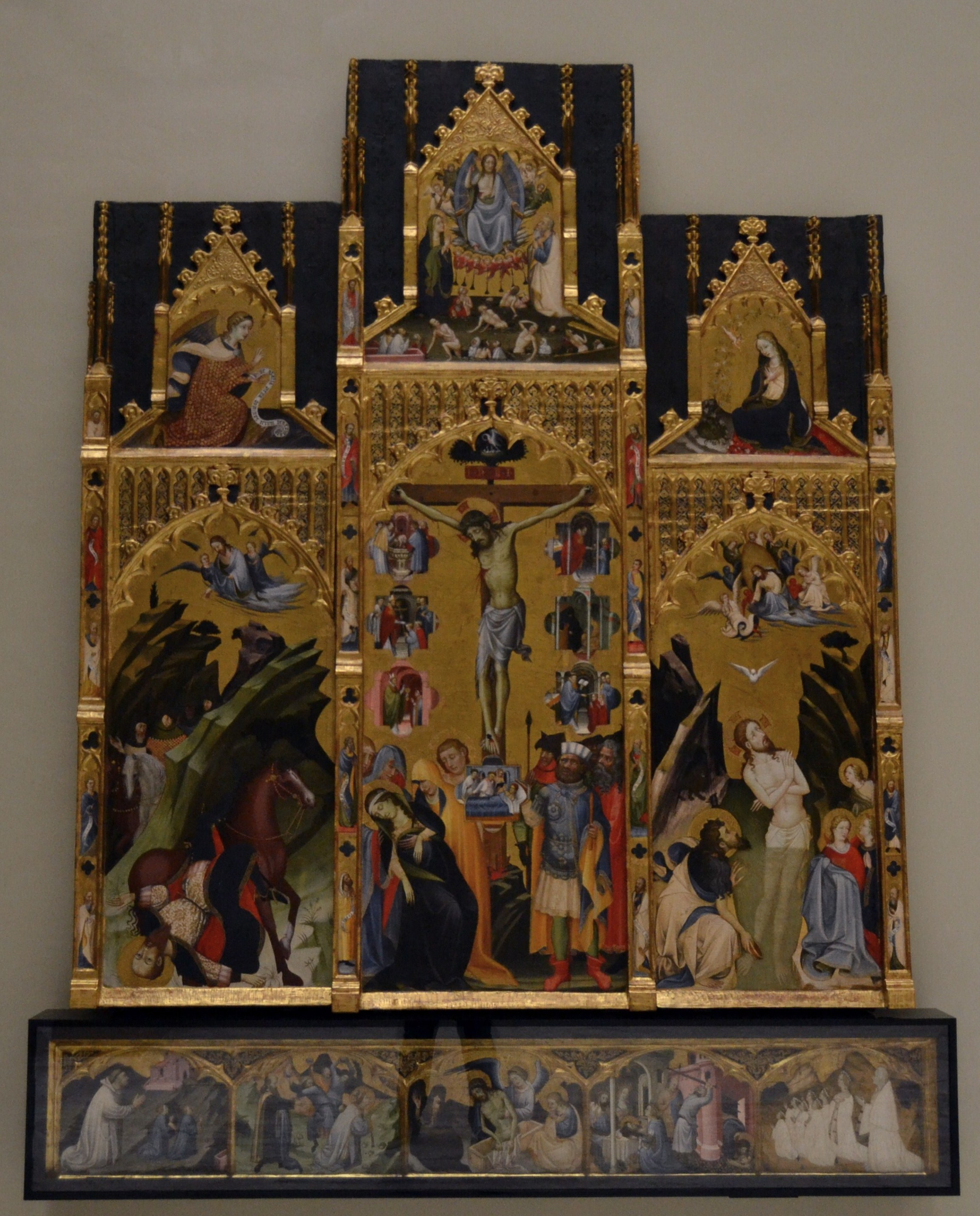
ボニファシ・フェレール兄弟の祭壇画(Llorenç Saragossa作ともされる) バレンシア美術館蔵